# Christus patiens (Pseudo-Gregorio Nazianzeno)
Con il titolo di Christus patiens (latino per "Cristo sofferente", o più comunemente "la Passione di Cristo"; in greco antico: Χριστὸς πάσχων?, Christòs páschōn) si indica un testo in lingua greca, riconducibile al genere tragico e di autore ignoto ma tradizionalmente attribuito a Gregorio di Nazianzo. L'argomento è la Passione di Gesù Cristo. Il titolo, arbitrario, le è stato assegnato dall'editore principe dell'opera, Antonio Blado (Roma 1542), e non ha alcun riscontro nella tradizione manoscritta (che non data prima del secolo XIII).
Composto di circa 2600 versi, la maggior parte di essi sono citazioni dalle tragedie di Euripide; il Christus patiens è, pertanto, un centone, similmente, per esempio, ai centoni omerici (ma di argomento cristiano) composti dall'imperatrice Elia Eudocia. La data esatta di composizione è ignota: Silvio Giuseppe Mercati la attribuiva al secolo XI-XII, ma ricerche più recenti hanno aperto all'ipotesi che l'opera possa essere stata composta prima del X secolo; la tendenza moderna, in ogni caso, è quella di accettare la paternità gregoriana dell'opera, pur con qualche cautela.